# John Whitaker Hulke
John Whitaker Hulke (Deal, 6 de novembro de 1830 — Londres, 19 de fevereiro de 1895) foi um cirurgião e geólogo britânico.
Foi laureado com a medalha Wollaston de 1887, concedida pela Sociedade Geológica de Londres.
Morreu em 1895 após contrair a gripe em novo surto da pandemia de gripe de 1889-1890.

## Ligações externa
- (em inglês) "John Whitaker Hulke", na Enciclopédia Britânica – 1911 em domínio público